# 特倫頓·儒利安
特倫頓·儒利安（英語：Trenton Jeffrey Julian、1998年12月9日—）是美國的一位游泳運動員。他在2019年夏季世界大學運動會上獲得了金牌。在2022年世界游泳錦標賽上，他獲得了一面金牌和一面銀牌。